# Aparescus praecox
Aparescus praecox är en skalbaggsart som beskrevs av Hermann Julius Kolbe 1900. Aparescus praecox ingår i släktet Aparescus och familjen långhorningar.
Artens utbredningsområde är Angola. Inga underarter finns listade i Catalogue of Life.